# Талкуна-Шельга
Талкуна-Шельга — озеро на территории Ледмозерского сельского поселения Муезерского района Республики Карелии.

## Общие сведения
Площадь озера — 3,2 км², площадь водосборного бассейна — 93,5 км². Располагается на высоте 133,4 метров над уровнем моря.
Форма озера лопастная, продолговатая: оно вытянуто с запада на восток. Берега изрезанные, каменисто-песчаные.
Через озеро протекает ручей Терваоя, берущий начало из озера Кюбярайни и впадающий в Унгозеро. Через Унгозеро протекает река Унга, впадающая в реку Онду, втекающую, в свою очередь, в Нижний Выг.
В озере расположено не менее четырёх безымянных островов различной площади.
Вдоль северного берега озера проходит лесная дорога.
Код объекта в государственном водном реестре — 02020001311102000008081.